# Église Saint-Sébastien de Pornichet
L'église Saint-Sébastien est l'église principale de la ville de Pornichet en  Loire-Atlantique. Dédiée à saint Sébastien, elle dépend de la paroisse catholique de la Trinité d'Escoublac-Pornichet du diocèse de Nantes.

## Histoire
En 1860, Pornichet n'est qu'un tout petit village de pêcheurs et de paludiers. Les marais salants sont asséchés en 1898 et 1899 et la commune formée en mai 1900 avec environ un millier d'habitants. Alors que la station balnéaire se développe rapidement, l'église est construite entre 1862 et 1868, remplaçant l'ancienne chapelle, placée sous le double vocable de saint Sébastien et saint Roch, dont le porche subsiste.

## Description
L'église, de style néogothique et de dimensions modestes, n'est pas orientée, étant dans un axe nord-sud. Elle est en forme de croix latine avec un clocher pentagonal latéral au couchant, surmonté d'une petite flèche. Le porche gâblé est surmonté d'un pinacle, le pignon d'une petite croix. La façade est éclairée d'une petite rosace surmontée d'une petite fenêtre à arc brisé. Les bras du transept sont éclairés d'une double baie avec vitraux. À l'intérieur, le chœur, dans l'abside à cinq pans, a été totalement dépouillé de son décor originel et le maître-autel remplacé par une simple petite table d'autel. La nef sans bas-côtés est à deux travées.